# Fedrelandslaget

Logo

De Fedrelandslaget (Vaderlandsliga) was een Noorse propagandaorganisatie van de conservatieve partijen. Deze stichting werd opgericht in 1925 en in 1940 door de Duitse bezettingsmacht ontbonden. Onder de stichtende leden bevonden zich Fridtjof Nansen en de voormalige eerste minister Christian Michelsen. Het doel was een tegengewicht vormen voor de toenemende invloed van het socialisme. In 1936 droeg deze organisatie Hitler en Mussolini voor de Nobelprijs voor de Vrede voor. Zij speelden ook een belangrijke rol bij de parlementsverkiezingen (Storting) van 1930, maar verloor daarna aan betekenis en geraakte steeds meer onder de invloed van het nationaalsocialisme en het Italiaanse fascisme. Na de Duitse invasie probeerde de organisatie zich als alternatief voor Vidkun Quisling naar voor te schuiven, maar op 25 september 1940 werd ze door Rijkscommissaris Josef Terboven opgeheven.
Anders Lange, stichter van de Fremskrittspartiet, was van 1930 tot 1938 secretaris van de Fedrelandslaget.